# Ivan Dimitrov (labdarúgó)
Ivan Milanov Dimitrov (bolgárul: Иван Миланов Димитров; Szófia, 1935. május 14. – Szófia, 2019. január 1.) bolgár válogatott labdarúgó.
A bolgár válogatott tagjaként részt vett az 1960. évi nyári olimpiai játékokon, illetve az 1962-es és az 1970-es világbajnokságon.

## Sikerei, díjai
Lokomotiv Szofija
- Bolgár bajnok (1):  1963–64